# 麗城街市

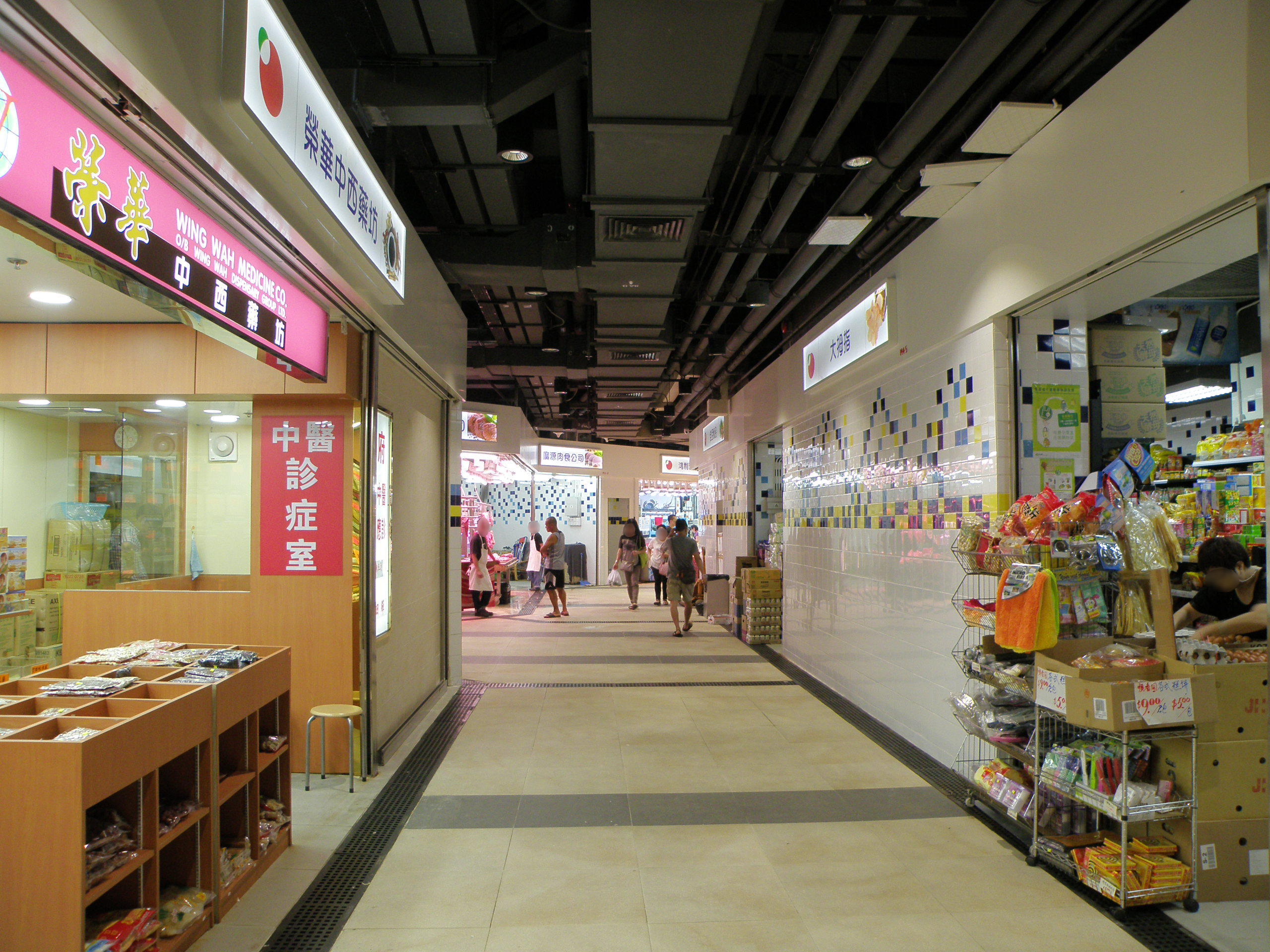
麗城萬有街市

麗城街市是位於香港荃灣西約麗城花園地下，一座由宏安集團管理，業權為置富產業信託的一座街市。於1990年代與麗城花園一同建成，全名為麗城萬有街市。

## 重大事件

### 萬有街市及美食廣場提前一年終止合約
麗城萬有街市及美食廣場共有49個商戶，有不少商戶已在街市經營小本生意十多年，但到2011年7月突然收到管理公司通知，需重新簽租約，為期三年。有商戶表示，許多小商戶未有詳閱合約內容。直至7月10日，管理公司突然通知各租戶，指業主提前終止租約，並下令商戶最遲於10月31日遷出。部份商戶為進行抗爭，收集街坊簽名，並邀請何俊仁等立法會議員相繼到場聲援，加上傳媒不斷報導，最終管理公司宣佈撤回計劃，延長租約一年。不過，區內居民仍擔心2012年街市租戶約滿後，街市及熟食中心會被收回改為連鎖超級市場；商戶與居民合組「爭取保留麗城街市大聯盟」，期望保留區內唯一街市。到2014年，萬有街市進行翻新，而美食廣場亦已消失。